# Mesembryanthemum guerichianum
Mesembryanthemum guerichianum — вид суккулентных растений рода Мезембриантемум (Mesembryanthemum) семейства Аизовые (Aizoaceae), произрастающий на территории ЮАР (Капская провинция) и Намибии.
Mesembryanthemum guerichianum, в отличие от Mesembryanthemum crystallinum, отличается несколькими характеристиками. Это однолетнее или двулетнее растение, которое имеет более высокий рост и габитус. У него есть прямостоячий центральный стебель и более широкий диаметр стебля. Стебли имеют угловатые ребра, а цветочные листья опадают. Цветки Mesembryanthemum guerichianum крупнее по сравнению с Mesembryanthemum crystallinum. Он также характеризуется большим количеством стаминодий и более длинными цветоножками.

## Ботаническое описание

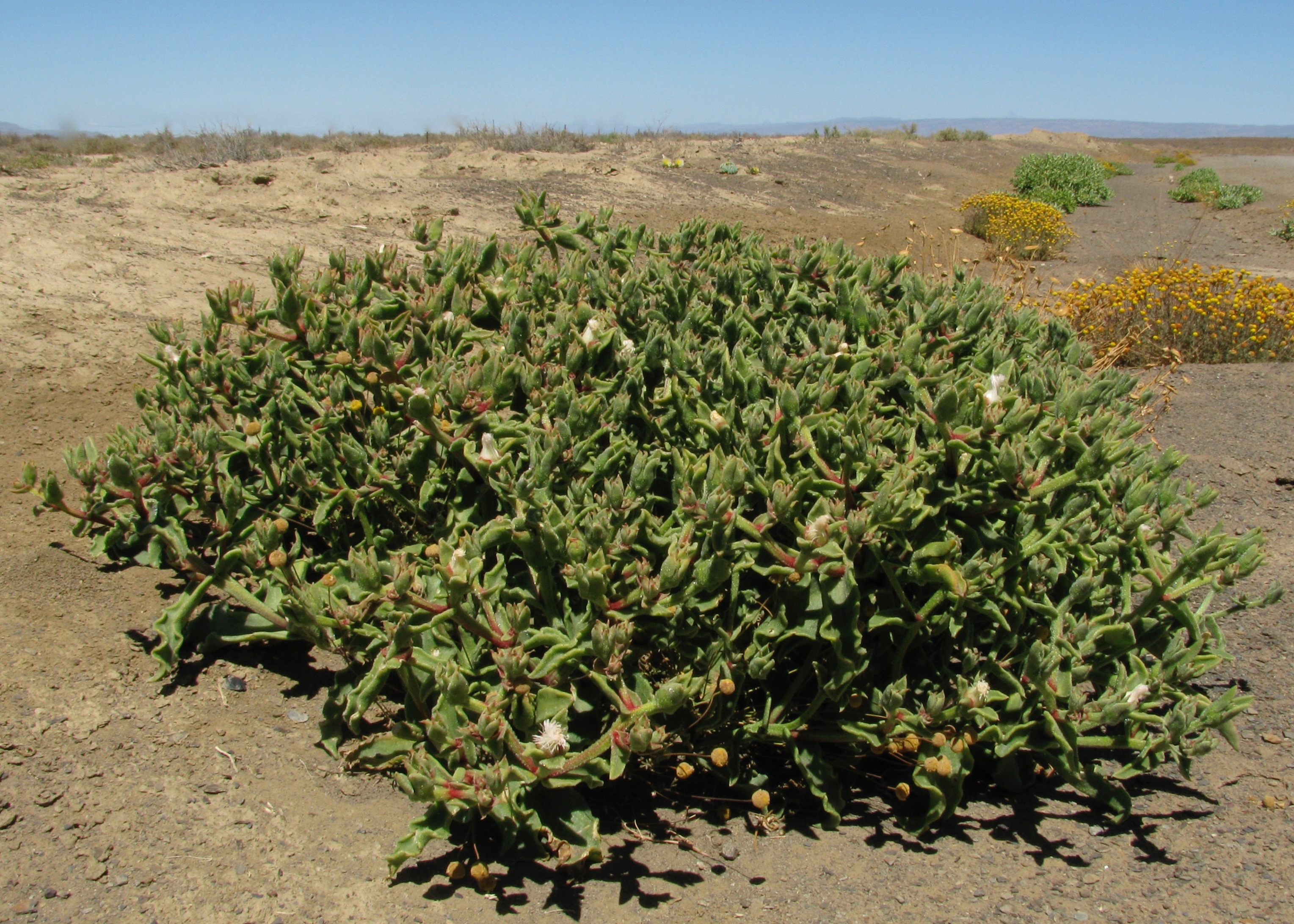
Габитус

Mesembryanthemum guerichianum является многолетним растением, которое может достигать высоты от 30 до 60 (а иногда и до 100) см. Центральный стебель растения прямой и простирается вверх, а из его пазух отходят боковые цветочные ветви. Основная часть стебля утолщается до диаметра около 25 мм. Кроме того, стебли, листья, цветочные ветви, цветки и плоды покрыты сочными клетками эпидермиса, которые ярко выделяются. Стебли и цветочные ветви имеют угловато-ребристую форму у основания.
Листья расположены напротив друг друга и перекрещиваются. Они имеют черешки. Форма листьев может варьировать от яйцевидно-лопатчатой до ланцетной, причем они достигают длины от 6 до 11 см, а ширины от 3,5 до 4,5 см. Обычно листья имеют зеленый цвет, но на сухих участках нижняя поверхность может быть светлее или красноватой. Кроме того, у листьев Mesembryanthemum guerichianum есть слегка неприятный запах.
Цветки располагаются листовидно-противоположно. У них есть цветоножки длиной от 20 до 30 мм, а диаметр цветоложа составляет примерно 12-15 мм. Размеры цветков в диаметре могут варьировать от 40 до 70 мм. Чашелистики цветков неодинаковые, с наружными листками, которые обычно более крупные и имеют форму от треугольной до продолговато-яйцевидной. Внутренние листки чашелистиков мельче, имеют схожую форму, но с четко выраженными беловатыми перепончатыми краями и длиной около 6-8 мм. Белые стаминодии превышают чашелистики на 10-30 мм в большом количестве.
Когда капсула (плод) находится в полузрелом состоянии, она имеет форму полушария и обычно имеет 5-10 ребер. Ее диаметр составляет около 15-20 мм. Капсула является сочной, красной и заметно покрыта эпидермальными пузырьками, что делает ее блестящей. Когда капсула полностью созревает, она разрывается, образуя сухую оболочку цвета соломы. Размеры взрослых капсул составляют примерно 10-15 мм в диаметре.
Семена имеют светло-коричневый цвет и примерно треугольную форму. Их поверхность немного бугорчатая, а их длина составляет примерно 0,7-0,8 мм.

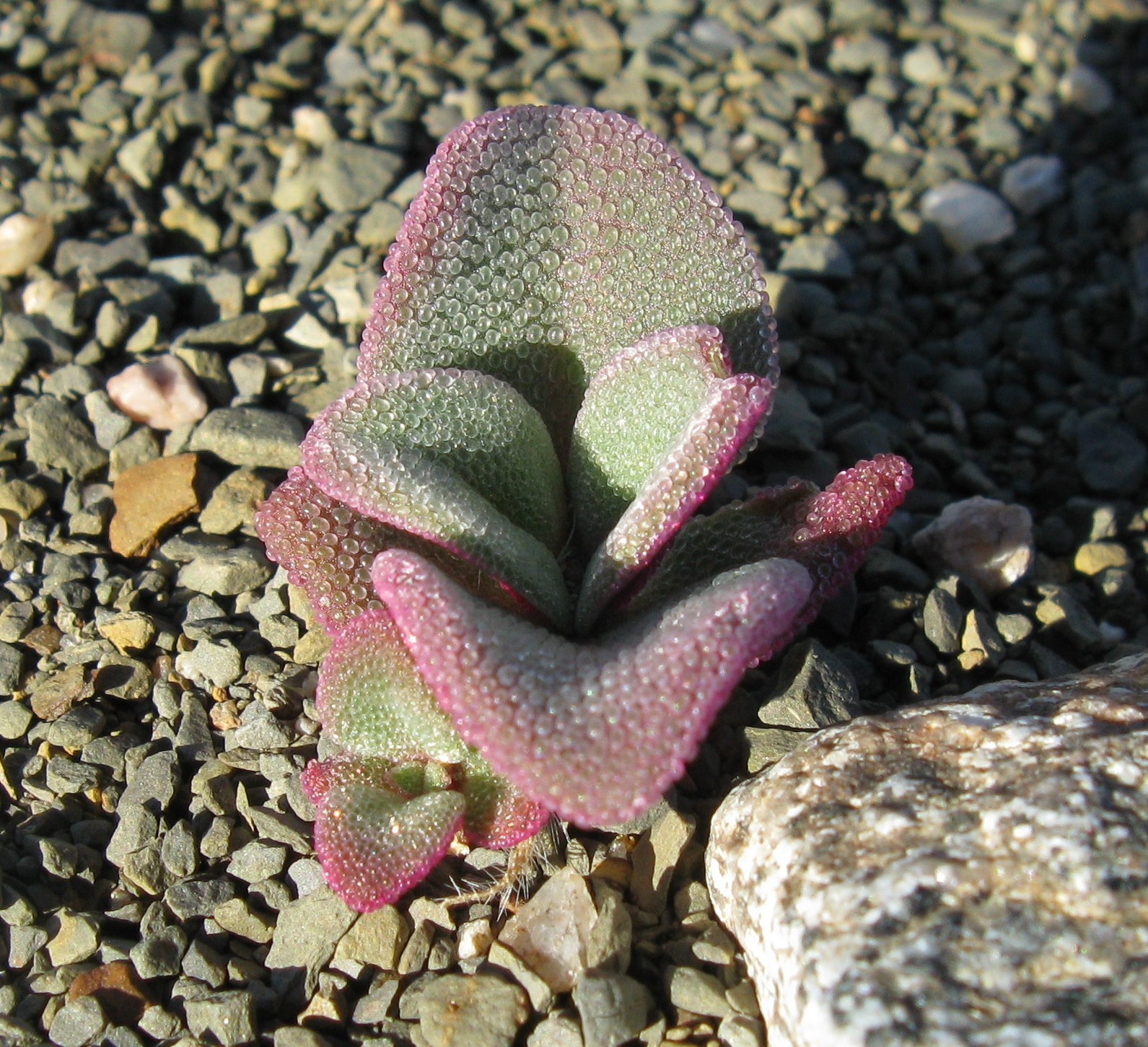
Молодой побег
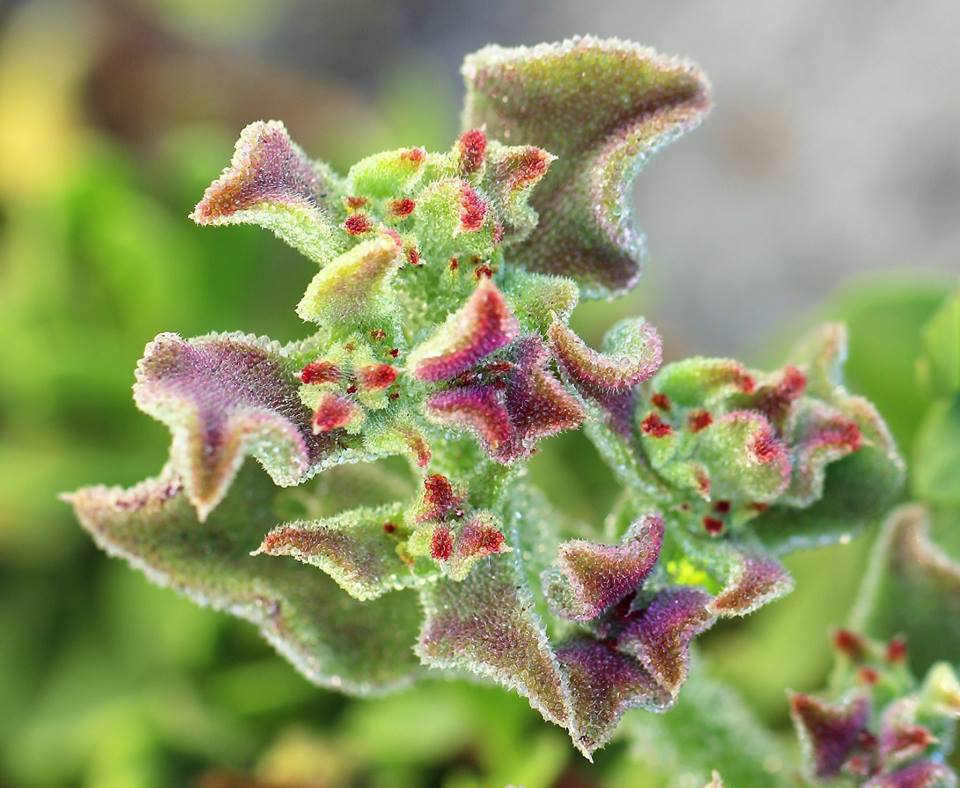
Листья
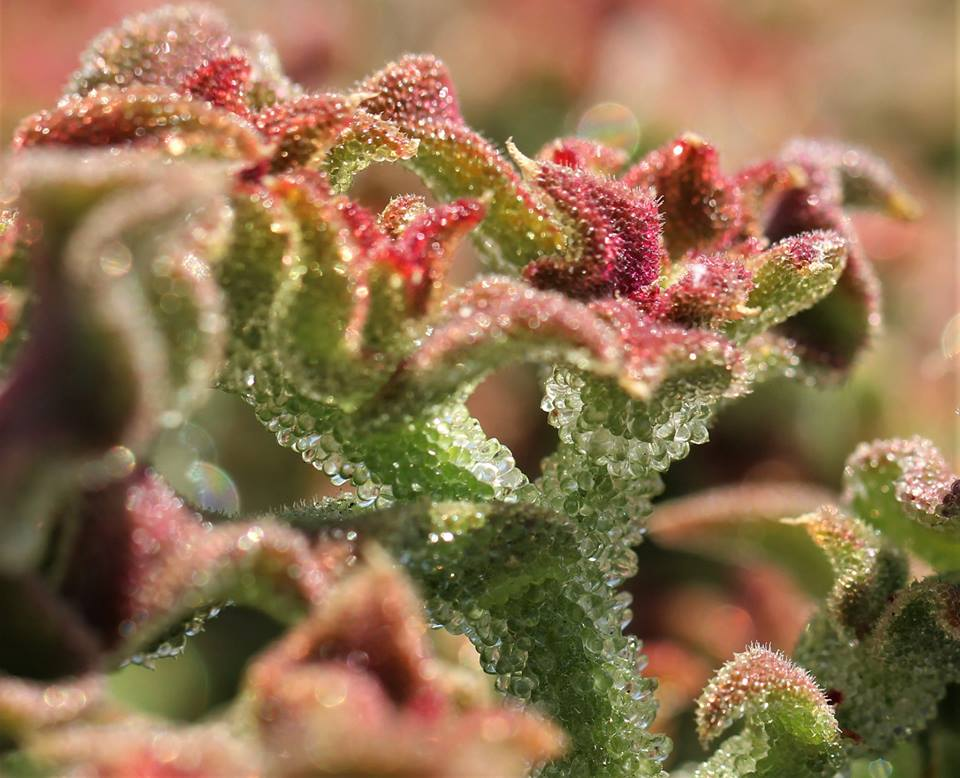
Клетки эпидермиса
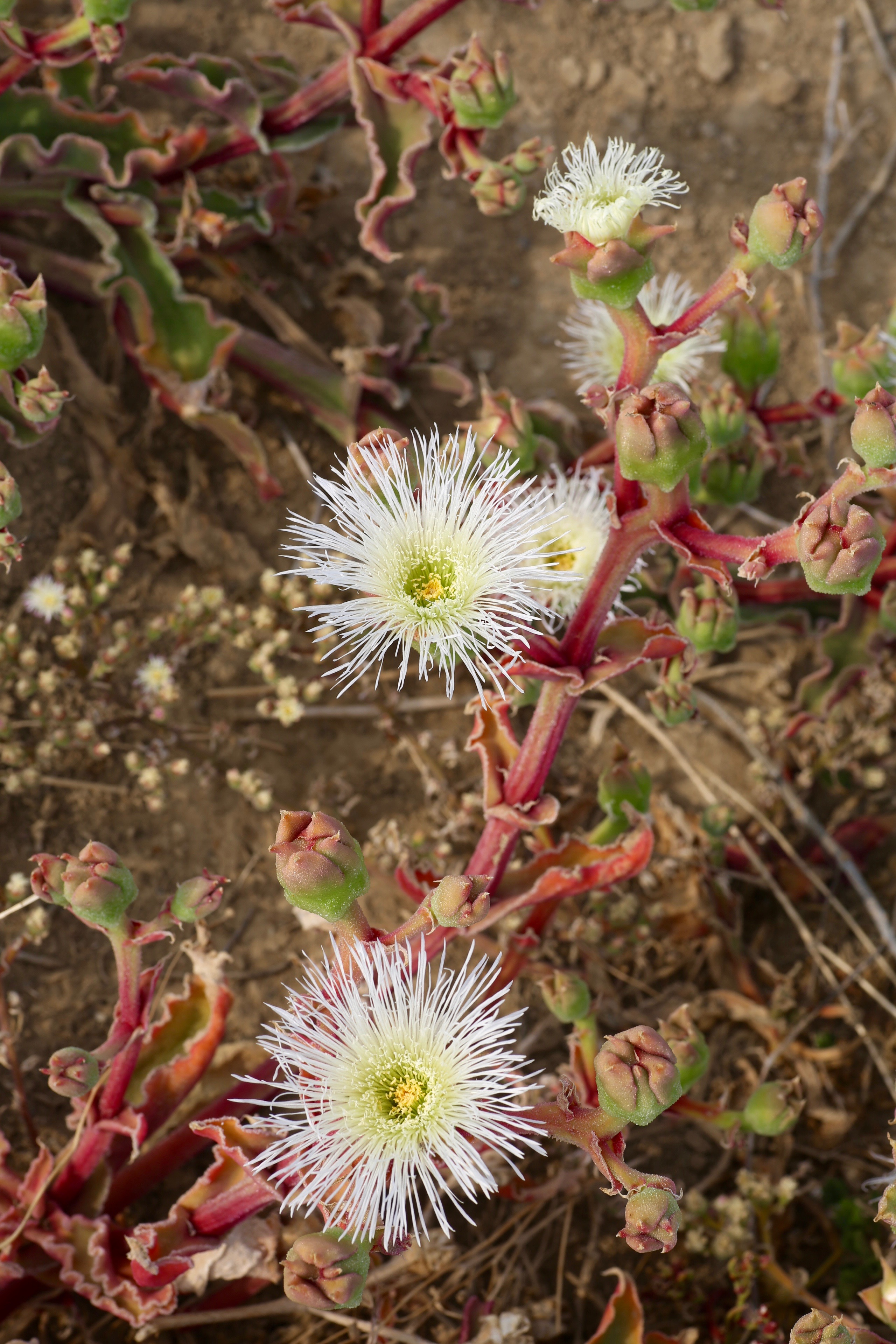
Цветки

## Таксономия
Mesembryanthemum guerichianum Pax, первое упоминание в Bot. Jahrb. Syst. 19: 133 (1894).

### Синонимы
Имеет 2 гомотипных и 42 гетеротипных синонимов.